# Eurytanie
L’Eurytanie (du grec ancien : Εὐρυτανία / Eurytanía) ou Évrytanie (du grec moderne : Ευρυτανία / Evritanía) est un district régional de la périphérie de la Grèce-Centrale.
Ce district régional fut créé au 1er janvier 2011 en remplacement de l'ancien nome formé en 1947 à partir de l’Étolie-Acarnanie. Il est entièrement couvert de montagnes, dont le Tymphreste et le Panaitoliko et de rivières dont l’Achéloos à l’ouest, l'Agrafiotis à l’est et la Megdovas qui se jette dans la mer Ionienne.
C’est l’un des districts régionaux les moins peuplés de Grèce et c’est un des seuls qui utilisent seulement un préfixe téléphonique.
Il est entouré des districts d'Étolie-Acarnanie, de Karditsa au nord et de la Phthiotide à l’est.
L’Eurytanie offre également une célèbre station de ski, près de Karpenísi, sur le Tymfristos.
L'étymologie évoque les sangliers : Εὐ « bons, vaillants » et ρυτανόι « groins, grogneurs ».

## Transport
- GR-38, W, Cen., E

## Municipalités (dèmes)
| Dèmes     | Districts municipaux | Code YPES | Chef-lieu (si différent) | Code postal |
| --------- | -------------------- | --------- | ------------------------ | ----------- |
| Agrafa    | Agrafa               | 1501      |                          | 360 73      |
| Agrafa    | Aperantia            | 1502      | Granitsa                 | 360 72      |
| Agrafa    | Aspropotamos         | 1503      | Raptopoulo               | 360 70      |
| Agrafa    | Viniani              | 1504      | Kerasochori              | 360 71      |
| Agrafa    | Fragkista            | 1511      |                          | 360 71      |
| Karpenísi | Karpenísi            | 1506      |                          | 361 00      |
| Karpenísi | Domnísta             | 1505      | Krikello                 | 360 76      |
| Karpenísi | Fourná               | 1510      |                          | 360 80      |
| Karpenísi | Ktimenia             | 1507      | Agia Triada              | 360 80      |
| Karpenísi | Potamia              | 1508      | Megalo Chorio            | 360 75      |
| Karpenísi | Prousós              | 1509      |                          | 360 74      |